# اصلاحات گریگوری

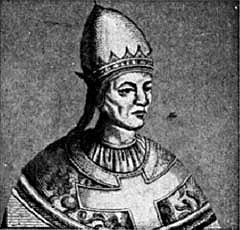
پاپ گریگوری هفتم

اصلاحات گریگوری (انگلیسی: Gregorian Reform) مجموعه‌ای از اصلاحات بود که توسط پاپ گریگوری هفتم و کوریای رم آغاز شد که به استقلال کلیسا از سلطه عوام و غیرروحانیون و ممانعت از مداخلات آنها در شئون کلیسا به‌ویژه منزه‌کردن دستگاه پاپی از حق ادعای امپراتوران و پادشاهان می‌پرداخت. این اصلاحات به خاطر شخص گریگوری هفتم، اصلاحات گریگوری نام‌گذاری شد، هرچند وی منکر این مسئله بود و مدعی بود که این اصلاحات همچون نامش بخاطر شخص گریگوری یکم است.
اصلاحات گریگوری در جنب اصول عمومی جدایی میان روحانیون و غیرروحانیون مبادرت به تبیین چارچوب و شرایط اجتماعی جدید کرد و به آن رسمیت بخشید که از جمله بر برخی مفاهیم و موضوعات اساسی مشتمل و خلاصه می‌شد: کشیش‌نشین، عسل تعمید طفل، هسته خانواده، زناشویی کلیسایی، وظایف مختص آیین‌های دینی، تنظیم اخلاقیات با تنبه‌دادن به عذاب دورز و نماز بر مرده.